# بطولة أوروبا للألعاب المائية 2010
بطولة أوروبا للألعاب المائية 2010 هو الموسم الـ 30 من بطولة أوروبا للألعاب المائية، عقد في الفترة 4–15 أغسطس من 2010، وجرت المنافسات في مدينة بودابست، المجر، ونظمت من قبل الاتحاد الأوروبي للسباحة.

## النتائج
| م        | الذهبية | الفضية  | البرونزية |
| -------- | ------- | ------- | --------- |
| الفائزين | روسيا   | ألمانيا | فرنسا     |